# Estadio El Gasómetro
El Estadio San Lorenzo, conocido popularmente como el Gasómetro, fue un recinto deportivo propiedad del club homónimo, ubicado en la ciudad de Buenos Aires, Argentina. Localizado en la avenida La Plata 1700, en el barrio de Boedo, fue inaugurado el 7 de mayo de 1916 con un partido amistoso entre San Lorenzo y Estudiantes de La Plata, que finalizó 2–1 a favor del equipo local.
La estructura exterior del estadio era semejante a los grandes depósitos utilizados para almacenar gas en las fábricas de la época. Por esta razón, a pesar de no contar con un nombre oficial, fue popularmente denominado «El Gasómetro».
Con una capacidad para 75 000 espectadores, fue el recinto deportivo con mayor aforo de Argentina hasta la construcción del estadio Presidente Perón del Racing Club en 1950. Debido a esta característica, llegó a ser la sede habitual de la selección argentina de fútbol para sus partidos oficiales y amistosos. Incluso fue una de las subsedes propuestas por Argentina en sus candidaturas para organizar los mundiales de 1938 y 1942, lo cual, junto con el Estadio de River Plate, eran los dos propuestos en la Capital Federal (para 1942 se había sumado la Bombonera a tal oferta).
A lo largo de su historia, el estadio ha sido escenario de importantes torneos internacionales, incluyendo ediciones de la Copa América (1929, 1937 y 1946). Además, ha albergado finales de competiciones nacionales.
Fue cerrado el 2 de diciembre de 1979 con un partido entre San Lorenzo y Boca Juniors por el Campeonato Nacional, que finalizó 0–0. El club perdió su estadio por problemas económicos y litigios. Durante la dictadura, los terrenos fueron vendidos y luego, en democracia, adquiridos por Carrefour. Actualmente, cuenta con el estadio Pedro Bidegain, conocido como el «Nuevo Gasómetro». Los hinchas impulsaron la recuperación del histórico estadio, logrando en 2015 un acuerdo con Carrefour para la restitución del predio, lo que dio inicio al proyecto de un nuevo estadio.

## Historia
Previo a su construcción, existió en ese lugar una chacra perteneciente al colegio María Auxiliadora y a la familia Oneto, y el gasómetro más cercano estaba en la calle Maza, que en aquel entonces se llamaba Adolfo Berro.

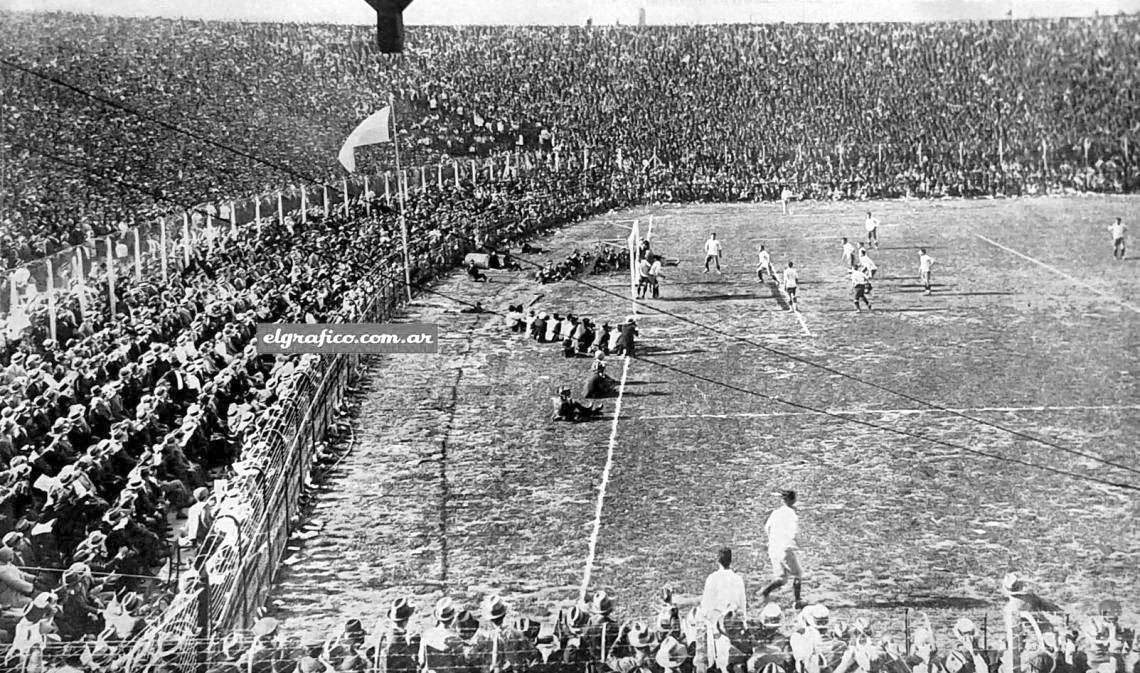
El estadio durante un partido entre Argentina y Uruguay en el Campeonato Sudamericano 1929.

### Partido inaugural
Se llevó a cabo el 7 de mayo de 1916 y correspondió al campeonato oficial de la Asociación Argentina de Football. San Lorenzo venció a Estudiantes de La Plata por 2 a 1, con tantos de  Eugenio Antonio Moggio (15' PT) y Elizardo Fernández (26' PT), Lamas (9' ST) descontó para la visita.
- San Lorenzo de Almagro (2): J. Coll; A. Coll y Del Campo; Saccardo, Federico Monti y Jacobo Urso; Etchegaray, E. Fernández, Moggio, Urio y  Luis Gianella.
- Estudiantes de la Plata (1): Suárez; Castro y Galup Lanús; Ferreira, Aranguren y Tolosa; Capellini, Letamendi, Duarte Indart, Caraulen y Lamas.

### La lucha por la obtención de nuevas tierras.
Durante las décadas de 1940 y 1950, el crecimiento futbolístico de San Lorenzo generó que la masa societaria aumentara de forma exponencial. Esto, sumado a las deficiencias que presentaba el Gasómetro, forzaban a los dirigentes a engrandecer el club. Surgió entonces la idea de desprenderse del predio de avenida La Plata, y comenzaron las negociaciones con la municipalidad de la ciudad de Buenos Aires para buscar una solución al problema.
Es así que se consideró la necesidad de un nuevo predio con un nuevo estadio, y tras grandes esfuerzos de la dirigencia, la municipalidad le cedió 22 hectáreas en el Bajo Flores.

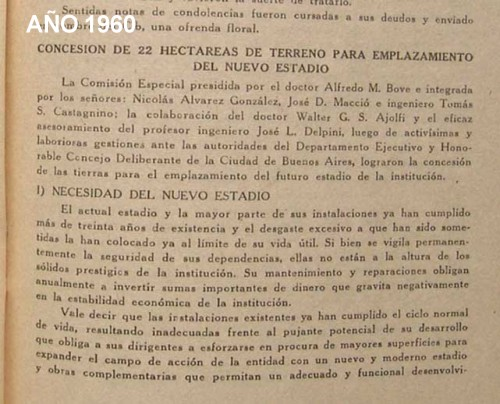
Cesión de 22 hectáreas de parte de la Municipalidad de la Ciudad de Buenos Aires a San Lorenzo de Almagro.

«La Comisión especial presidida por el doctor Alfredo M. Bove e integrada por los señores Nicolás Álvarez González, José D. Macci o el ingeniero Tomás S. Castagnino; la colaboración del doctor Walter G. S. Ajolfi y el eficaz asesoramiento del profesor ingeniero José L. Delpini, luego de activísimas y laboriosas gestiones ante las autoridades del departamento Ejecutivo y Honorable Concejo Deliberante de la Ciudad de Buenos Aires, lograron la concesión de las tierras para el emplazamiento del futuro estadio de la institución.
Necesidad de un nuevo estadio
El actual estadio y la mayor parte de sus instalaciones ya han cumplido más de treinta años de existencia y el desgaste excesivo a que han sido sometidas la han colocado ya al límite de su vida útil. Si bien se vigila permanentemente la seguridad de sus dependencias, ellas no están a la altura de los sólidos prestigios de la institución. Su mantenimiento y reparaciones obligan anualmente a invertir sumas importantes de dinero que gravita negativamente en la estabilidad económica de la institución.
Vale decir que las instalaciones existentes ya han cumplido el ciclo normal de vida, resultando inadecuadas frente al pujante potencial de su desarrollo que obliga a sus dirigentes a esforzarse en procura de mayores superficies para expandir el campo de acción de la entidad con un nuevo y moderno estadio y obras complementarias que permitan un adecuado y funcional desenvolvimiento...»
El proyecto de ley de los años 1960, contemplaba lo siguiente:

Artículo 8: El predio que actualmente ocupa con sus instalaciones el CASLA será subdividido conforme a la estructuración y planeamiento de un conjunto urbanístico a escala del tipo denominado monobloque, que proyectarán las oficinas técnicas de la Municipalidad y la Organización del Plan Regulador de la Ciudad de Buenos Aires.

Artículo 9: Este nuevo conjunto urbanístico que se levantará en el radio comprendido por las calles: avenida La Plata, Las Casas, Mármol e Inclán, se denominará «Barrio San Lorenzo de Almagro».

Con la ordenanza número 17169 de 1960, San Lorenzo adquiere por 25 años el terreno delimitado por Perito Moreno, De la Cruz y Pedernera, para sus actividades deportivas. Al término de la concesión, la municipalidad se quedaría con todas las obras.
A cambio el club quedaba obligado a realizar por su cuenta la instalación y funcionamiento gratuito de un parque de recreación infantil con una capacidad aproximada para 1000 niños, que comprendía una colonia de vacaciones, jardín de infantes, guardería y comedores.
En 1965, la municipalidad, mediante la ordenanza número 16729, donó al club las tierras del Parque Almirante Brown por 99 años, delimitada por las avenidas Perito Moreno, Cruz y Pedernera, ampliando la donación hasta la calle Varela.
También se dona al club la tierra comprendida por Cruz, Varela, Culpina y Chilavert, para que realice por su cuenta la instalación y funcionamiento gratuito de un parque de recreación infantil con una capacidad aproximada para mil niños, que debía comprender colonia de vacaciones, jardín de infantes, guardería y comedor.
El club debía construir en la primera fracción que se mencionó, lo siguiente:
Stands de Tiro Deportivo

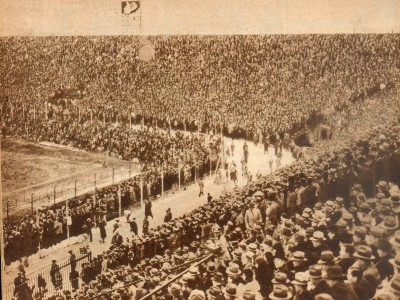
El Viejo Gasómetro durante un partido.

- Estadio con capacidad mínima para 40 000 personas.
- Canchas de fútbol
- Canchas de básquetbol
- Canchas de tenis
- Canchas de bochas
- Pistas para atletismo
- Pista de patinaje
- Piletas de natación
- Gimnasios
- Espacios cubiertos para la práctica de actos culturales y sociales.

Esta enumeración no era limitativa y el club podía ampliar sus instalaciones en la medida que lo considerara útil. El club debía iniciar sus obras (enumeradas arriba), antes de los dos años posteriores a la firma de escritura traslativa y con un plazo menor de 20 años contados desde la misma fecha. El régimen de acceso y uso gratuito de las instalaciones deportivas, sociales y culturales y sanitarias serían de uso también para establecimientos educativos en un periodo de tiempo no mayor del veinte por ciento mensual del establecido para su uso por sus asociados. Si no cumpliera con los cargos establecidos, si se disolviera o las obras quedaran incompletas, el terreno y las mejoras realizadas pasarían sin indemnización al dominio de la municipalidad de la ciudad de Buenos Aires.

### Último partido y clausura
El último partido se jugó el 2 de diciembre de 1979 y correspondió a la 14.ª fecha de la Zona D del Torneo Nacional 1979 de la Asociación del Fútbol Argentino. San Lorenzo empató sin goles ante Boca Juniors, y ambos equipos quedaron fuera de los cuartos de final.
Formaciones
- San Lorenzo de Almagro (0): Corbo; Pena y Schamberger; O.Ruiz, O.Rinaldi (Mancinelli) y Gette; Coscia, Collavini, Marchetti, Insúa (Rodas) y Rizzi. DT: Carlos Bilardo
- Boca Juniors (0): Gatti; Sa y Bordón; Pernía, Alvez y Mouzo; Mastrángelo, Rocha, Salguero, Randazzo y Carranza (Robles). DT: Juan Carlos Lorenzo

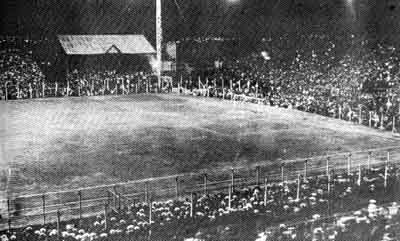
El Gasómetro iluminado.

La difícil situación económica que atravesaba el club concluyó con el remate de 7760 metros cuadrados del predio de Avenida La Plata debido al juicio que existía con la empresa Altgelt y Cía SRL, por incumplimiento de pago de la construcción del complejo natatorio en el predio del Bajo Flores. Es así como San Lorenzo pierde el estadio y, de común acuerdo con la entonces Intendencia de la Ciudad de Buenos Aires, a cargo del gobierno de facto de la dictadura cívico-militar representado en esta dependencia por el Brigadier Osvaldo Cacciatore, en una maniobra disfrazada como un plan de urbanización sobre los terrenos del estadio que nunca se cumplió. Una vez en democracia, y con aprobación de la legislatura de la ciudad, estos serían finalmente vendidos a la cadena francesa de supermercados Carrefour. El estadio fue desmantelado y gran parte de los materiales fueron vendidos o regalados. Por ejemplo, los tablones de madera durante más de 20 años formaron parte de la platea del estadio del Club Atlético Ituzaingó, hasta que en 2007 los sacó a la venta al remodelarla.

## Compra de los terrenos
Pedro Bidegain fue muy importante para que San Lorenzo pudiera contar con su estadio en avenida La Plata 1700 ya que el contrato de locación, pactado a once años, se vencía en 1927. La dueña del predio donde San Lorenzo alquilaba no tenía la intención de su renovación; y tanto los dirigentes como los socios no tenían interés en irse de avenida La Plata. El deseo de compra de los terreno no se correspondía con la realidad de la tesorería, el dinero no alcanzaba.
En enero de 1928 es reelegido Pedro Bidegain como vicepresidente de la institución aunque al poco tiempo renuncia por diferencias con el presidente Eduardo Larrandart, lo sustituyó en su puesto su sobrino Angel Caravelli. Aunque distanciado de la Comisión Directiva siguió trabajando para concretar la compra de los terrenos.
Habiéndose logrado la personería jurídica el 1 de julio de 1927, Pedro Bidegain con su típico empuje y gran visión, lidera la compra de la propiedad. El 29 de enero de 1928 se aprobó en asamblea la construcción del nuevo estadio, lo que movilizó la necesidad de la compra de las tierras donde se había erigido la cancha, en 1916. Fue el propio Bidegain quien se encargó de convencer a María Meroi la apoderada de la dueña de las fracciones de terreno, la monja María Constancia Oneto de que era muy conveniente venderle la propiedad a Club Atlético San Lorenzo de Almagro. Su carácter persuasivo y sus cordiales relaciones con la comunidad católica y especialmente con la congregación salesiana a la que pertenecía el padre Lorenzo Massa fue importante para poder favorecer la venta de los terrenos.
El boleto de compraventa se firmó finalmente el 6 de junio de 1928 por 186.256 pesos equivalentes a 7760 metros cuadrados de superficie. San Lorenzo contaba con 106.000 pesos en efectivo, pero por iniciativa de Bidegain se emitió un empréstito por 250 000 pesos, más 30 000 pesos que prestó la Asociación Amateur de Fútbol. Con este dinero se pudo destinar una parte a la compra de los terrenos y el resto a la construcción de tribunas, alambrados y paredes externas. Esta intervención del caudillo barrial le valió a San Lorenzo el reconocimiento como un «Ateneo del radicalismo Yrigoyenista» por parte de los socialistas de esa época

## Vuelta a Boedo
Tras la clausura del Gasómetro, varios fueron los intentos de parte de los aficionados del equipo de San Lorenzo de Almagro por recuperar los históricos terrenos donde se ubicaba el mencionado estadio. Tal es así, que la ilusión de poder retornar al barrio donde el club nació y se forjó deportivamente, siguió firme aún después de inaugurado el Nuevo Gasómetro. Para tal fin, los simpatizantes sanlorencistas iniciaron una serie de proyectos impulsando la recuperación de los terrenos de Avenida La Plata entre Inclán y Las Casas, donde se yergue una sucursal de la cadena de supermercados Carrefour.
Para lograr este objetivo, en el año 2008 fue impulsado en la Legislatura de la Ciudad Autónoma de Buenos Aires un proyecto de ley de Restitución Histórica de los terrenos de avenida La Plata, comenzando con la restitución al club de un terreno lindante con el que pertenecía al estadio, ubicado en Salcedo 4220. Este proyecto, elaborado por Juan Carlos Témez y Marcelo Vázquez, fue presentado por el legislador Miguel Talento y recibió su sanción por unanimidad.
A su vez, simpatizantes y socios del San Lorenzo continuaron ejecutando adquisiciones de bienes y restituyendo propiedades que pertenecieran al patrimonio del club, como ser la vieja plaza Lorenzo Massa ubicada en cercanías del predio de avenida La Plata.
Asimismo, la Subcomisión del Hincha comenzó a impulsar en el año 2010 la llegada la Ley de Restitución Histórica a la Legislatura Nacional, proyecto que fue tomado por legisladores del bloque de Proyecto Sur y cuyo tratamiento dio inicio el 12 de abril de 2011. Dicho proyecto ordena la declaración de utilidad y sujeto a expropiación pública del terreno del actual hipermercado Carrefour para su restitución al Club San Lorenzo.
Durante los años posteriores, los pedidos de tratamiento de esta Ley fueron acompañados de sucesivas y masivas convocatorias de parte de los simpatizantes de San Lorenzo, quienes marchaban hacia sitios emblemáticos como la Plaza de Mayo, solicitando por la tan ansiada «Vuelta a Boedo». El 8 de marzo de 2012 se reunieron 110 000 hinchas de San Lorenzo para pedir por la ley de restitución histórica. El mismo insta a Carrefour a negociar un acuerdo con el club en el lapso de seis meses, y de no hacerlo establece que el predio será expropiado, corriendo los gastos a cuenta de San Lorenzo («expropiación por terceros»).
Con este propósito, ya varios meses antes la referida Subcomisión organizó un sistema con el cual los simpatizantes y quienes apoyen la causa pueden preinscribirse para comprometerse a donar dinero para la recompra de los terrenos en la forma de «metros cuadrados» simbólicos.
El jueves 15 de noviembre de 2012 la Legislatura Porteña de la Ciudad Autónoma de Buenos Aires, en sesión ordinaria, aprobó el proyecto de Restitución Histórica con 50 votos positivos y ninguno negativo. De esta forma San Lorenzo recuperó sus terrenos en avenida La Plata y comienza el proceso de negociaciones con el hipermercado francés.
El viernes 15 de noviembre de 2013 tras cumplir 1 año los hinchas marcharon a Plaza de mayo  con 110 000 personas.
Tras cumplirse que el Ciclón vuelva a Boedo el 9 de noviembre de 2013 comenzó a construirse el polideportivo.
El viernes 4 de abril de 2014, el club firma un convenio con la cadena de supermercados Carrefour para la devolución del predio, dejando estipulado que la sucursal del supermercado pasaría a una esquina del mismo, estimándose finalización de la construcción del nuevo estadio para 2018.
El domingo 30 de junio de 2019, se convocó a los hinchas a una vigilia histórica con presencia de más de 100.000 hinchas, la dirigencia y figuras destacadas relacionadas al club como exjugadores, famosos y artistas, con motivo de celebrar la posesión efectiva de los terrenos en Av. La Plata el lunes 1 de julio de 2019. Entre las glorias del club que asistieron al evento se encontraban José Sanfilippo, Héctor Scotta, Leandro Romagnoli Y el Beto Acosta entre otros.
El Club Atlético San Lorenzo de Almagro necesita rezonificar el predio de Avenida La Plata 1700 para poder construir nuevamente un estadio, ya que la rezonificación antigua había sido derogada por la Dictadura Cívico Militar para que Carrefour pueda construir su establecimiento. El día 19 de noviembre de 2020, luego de una reunión con la comisión de planeamiento Urbano, la ley tiene su primera lectura y se la aprueba con 57 votos a favor de la legislatura porteña contra 0 votos negativos. Con una audiencia ampliamente favorable a San Lorenzo, solo resta la segunda lectura para adquirir el estatus de ley porteña que le permita a San Lorenzo iniciar con la construcción del Estadio y el proyecto de realzar el barrio de Boedo con escuelas, seguridad y un complejo deportivo y social para el barrio que vio nacer al Club Atlético San Lorenzo de Almagro.